# El Greco
Domínikos Theotokópulos (en grec: Δομήνικος Θεοτοκόπουλος; Càndia, Creta, 1541 - Toledo, 7 d'abril de 1614), conegut amb el nom d'El Greco, fou un pintor, escultor i arquitecte d'origen grec que va treballar principalment al Regne de Castella.
Fins als 26 anys va viure a Creta —que en aquella època pertanyia a la República de Venècia— on va ser un apreciat mestre d'icones de l'escola cretenca o post-romana d'Orient, primer a Venècia, assumint plenament l'estil de Ticià i Tintoretto, i després a Roma, estudiant el manierisme de Miquel Àngel. El 1577 es va establir a Toledo, Regne de Castella, on va treballar la resta de la seva vida.
La seva formació pictòrica va ser complexa, obtinguda en tres focus culturals molt diferents: la seva primera formació romana d'Orient va ser la causant d'importants aspectes de la seva obra que van florir en la seva maduresa; la segona, la va obtenir a Venècia dels pintors de l'alt Renaixement, especialment de Ticià, aprenent la pintura a l'oli i la seva gamma de colors –ell sempre es va considerar part de l'escola veneciana–; finalment, la seva estada a Roma li va permetre conèixer l'obra de Miquel Àngel i el manierisme, que es va convertir en el seu estil vital, interpretat d'una manera autònoma.
La seva obra consta de grans llenços per a retaules d'esglésies, nombrosos quadres de devoció per a institucions religioses –en què sovint va participar el seu taller– i un grup de retrats considerats del màxim nivell. En les seves primeres obres mestres espanyoles s'aprecia la influència dels seus mestres italians. Tanmateix, aviat va evolucionar cap a una obra personal caracteritzada per les seves figures manieristes extraordinàriament allargades amb il·luminació pròpia, primes, fantasmals, molt expressives, en ambients indefinits i una gamma de colors cercant els contrasts. Aquest estil es va identificar amb l'esperit de la Contrareforma i es va anar extremant en els seus últims anys.
Actualment és considerat un dels artistes més grans de la civilització occidental. Aquesta alta consideració és recent i s'ha anat formant en els últims cent anys, canviant l'apreciació sobre la seva pintura formada en els dos segles i mig posteriors a la seva mort, en què va arribar a considerar-se un pintor excèntric i marginal dins la història de l'art.

## Naixement i primers anys

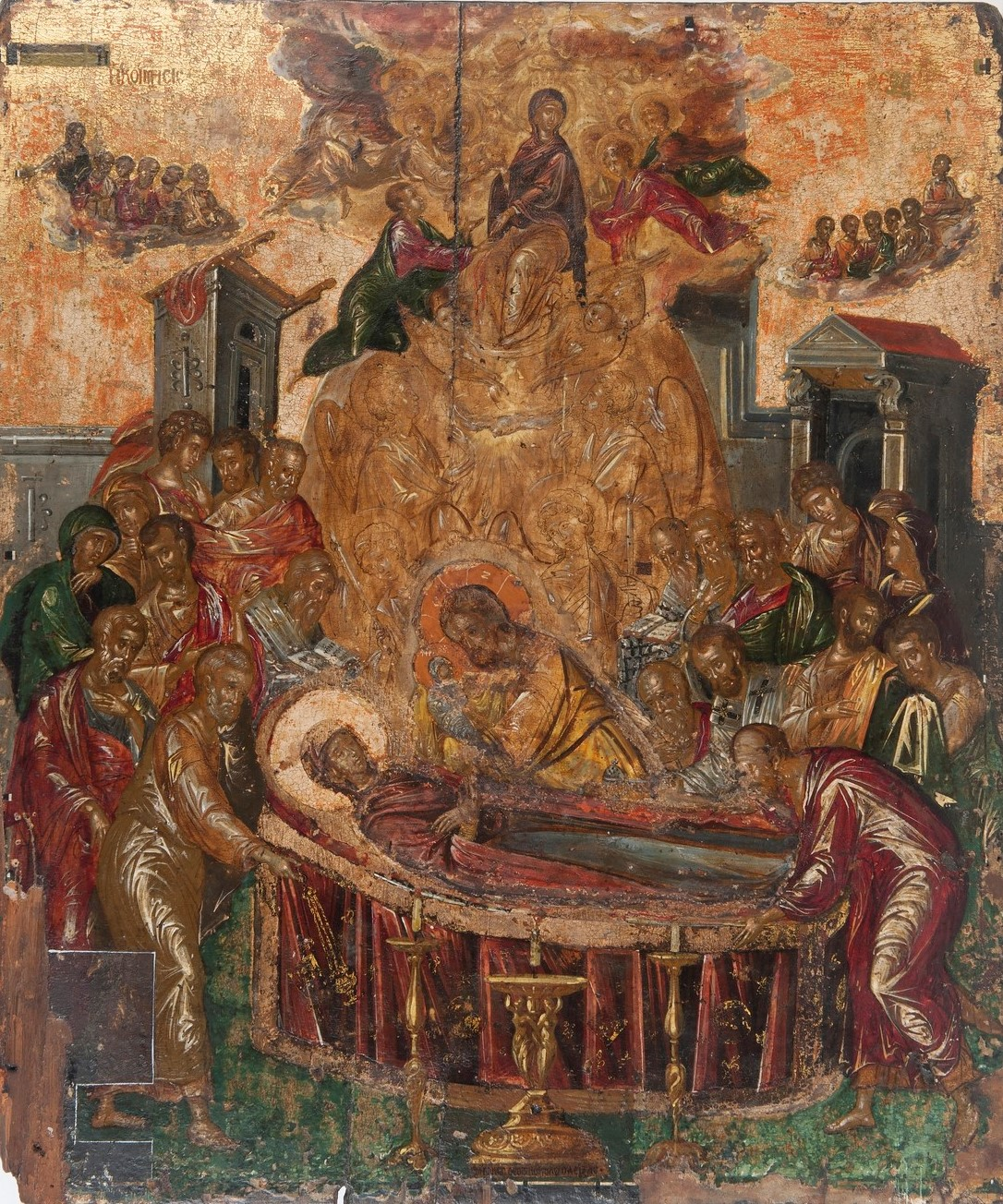
La dormició de Maria (abans de 1567) per a l'església de la Dormició de la Mare de Déu, a Siros, probablement va ser pintada a prop del final del període de Creta de l'artista

Nasqué el 1541 a Càndia, actual Iràklio, capital de Creta –que en aquell moment era possessió de la Sereníssima República de Venècia–. El seu pare, Georgios Theotokópulos, era comerciant i recaptador d'impostos i el seu germà gran, Manussos Theotokópulos, també era comerciant. Doménikos va estudiar pintura a la seva illa natal i es va convertir en pintor d'icones, però gairebé cap de les seves pintures de joventut ha sobreviscut. Estaven, probablement, pintades en l'antic art romà d'Orient vigent a la Creta d'aquells temps. L'art post-romà d'Orient era una continuació de la pintura tradicional, ortodoxa i grega, d'icones des de l'edat mitjana. Eren quadres de devoció que seguien regles fixes. Els seus personatges eren copiats de models artificials molt establerts, que no eren en absolut naturals ni penetraven en anàlisis psicològiques, amb l'or com a fons dels quadres. Aquestes icones no estaven influïdes pel nou naturalisme del Renaixement.
El Greco va demostrar ser un home culte i de gran erudició, que en la seva joventut devia haver llegit els clàssics i els contemporanis i haver estudiat l'arquitectura, l'orfebreria, l'escultura i la pintura dels grans mestres; quan va morir va deixar una «biblioteca de treball» d'uns 130 volums, incloses una còpia de la Bíblia en grec i una obra de Giorgio Vasari amb anotacions. Recentment es va identificar un dels seus treballs –La dormició de Maria– a l'església de la Dormició de la Mare de Déu, a Siros. Als vint-i-dos anys, era descrit en un document com a «mestre Domenigo», cosa que significa que ja exercia oficialment la professió de pintor.
A 26 anys encara residia a Càndia, i les seves obres havien de ser molt estimades. El desembre de 1566, el Greco va demanar permís a les autoritats venecianes per vendre una «taula de la Passió de Crist executada sobre fons d'or» en una subhasta. Aquesta icona romana d'Orient del jove Doménikos va ser venuda pel preu de 70 ducats d'or, igual valor que una obra de Ticià o Tintoretto de la mateixa època.
Uns historiadors accepten que la seva religió era l'ortodoxa, encara que altres estudiosos creuen que formava part de la minoria catòlica cretenca o que es va convertir al catolicisme romà abans d'abandonar l'illa.
El seu únic fill, Jorge Manuel, va néixer l'any 1578 a Toledo, la mare n'era Jerónima de les Cuevas, amb qui el pintor no es va arribar a casar. Com a home ric posseïa una gran casa a Toledo. Havia llogat la mansió del marquès de Villena, avui Museu del Greco, tot i que investigacions recents afirmen que el pintor mai no hi va arribar a viure.

## Període italià

### Venècia

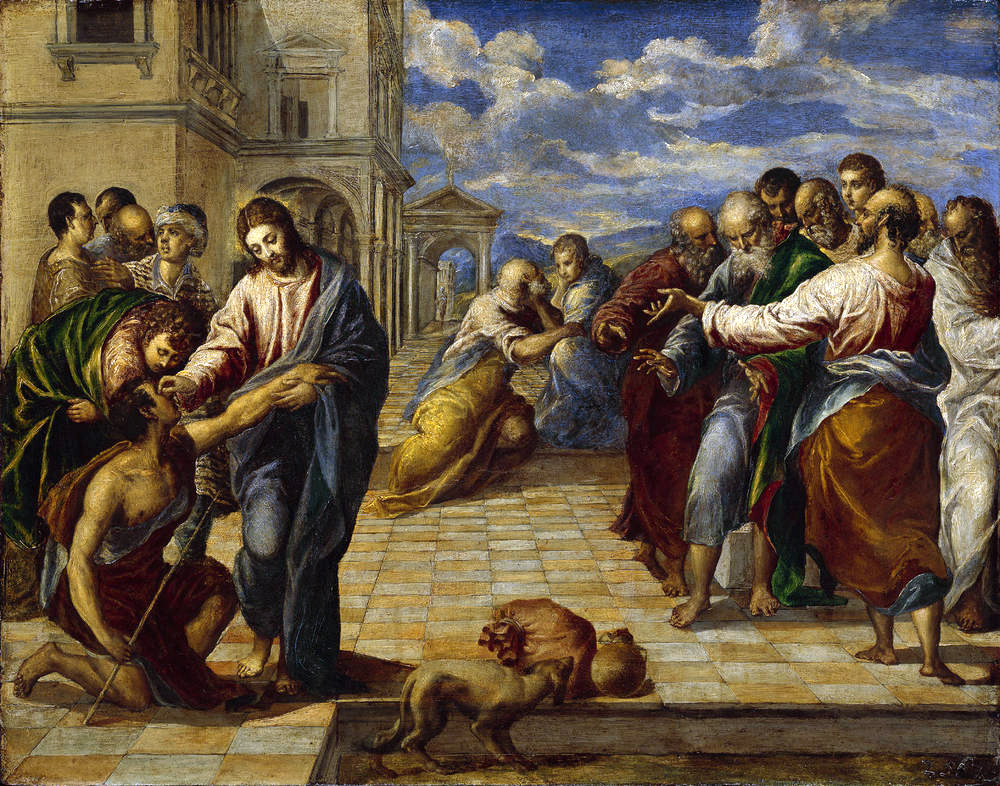
La curació del cec (1567), Dresde. Pintura del període venecià realitzada amb la tècnica del tremp

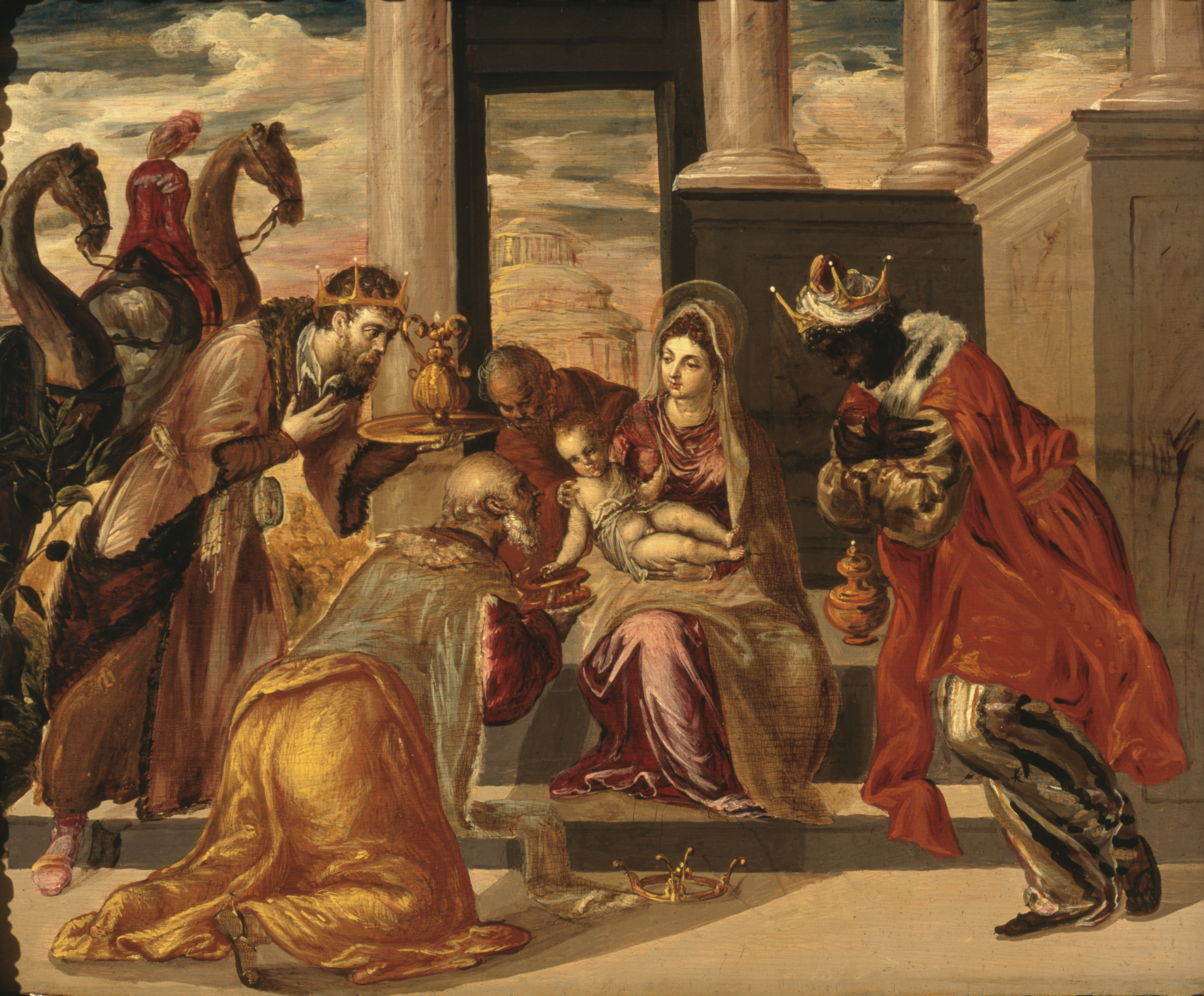
Adoració dels reis Mags (1568), Museu Soumaya, ciutat de Mèxic

Cap al 1566 es va traslladar a Venècia; com a ciutadà venecià era natural que el jove artista continués la seva formació en aquesta ciutat, que, en aquell temps, era el centre artístic més gran d'Itàlia, on potser va treballar al taller de Ticià i, sens dubte, hagué de conèixer pintors com Tintoretto, el Veronès i Bassano.
La brillant i colorista pintura veneciana va haver de produir un fort impacte al jove pintor, format fins aleshores en la tècnica artesana i rutinària de Creta. El Greco no va fer com altres artistes cretencs que s'havien traslladat a Venècia, pintant a l'estil romà d'Orient amb elements italians. Des del principi, va assumir i va pintar amb el nou llenguatge pictòric après a Venècia, convertint-se en un pintor venecià. Possiblement va poder aprendre al taller de Ticià els secrets de la pintura veneciana, tan diferents de la romana d'Orient: els fons arquitectònics que donen profunditat a les composicions, el dibuix, el color naturalista i la forma d'il·luminar procedent de focus determinats.
Entre les obres més conegudes del seu període venecià es troba La curació del cec, en la qual es percep la influència de Ticià pel que fa al tractament del color. Respecte de la composició de figures i la utilització de l'espai, la influència de Tintoretto hi és notable.

### Roma

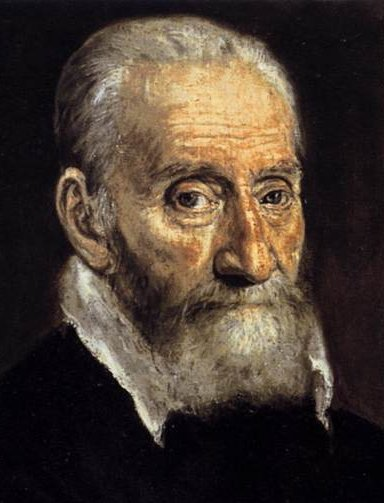
Detall del Retrat de Giulio Clovio pintat pel Greco prop de 1571. Giulio Clovio va introduir El Greco en el cercle del cardenal Alexandre Farnese a Roma

Més tard el pintor es va encaminar a Roma. Al camí va haver d'aturar-se a Parma per conèixer l'obra de Correggio, ja que els seus comentaris elogiosos cap a aquest pintor, al qual va anomenar «figura única de la pintura», demostren un coneixement directe del seu art.
La seva arribada a Roma està documentada en una carta de presentació del miniaturista Giulio Clovio al cardenal Alexandre Farnese, datada el 16 de novembre de 1570, en què sol·licitava que acollís el pintor al seu palau per poc de temps fins que trobés un altre allotjament. Així començava aquesta carta: «Ha arribat a Roma un jove de Càndia, deixeble de Ticià, que al meu judici figura entre els excel·lents de la pintura».
Pel bibliotecari del cardenal, l'erudit Fulvio Orsini, va entrar en contacte amb l'elit intel·lectual de la ciutat. Orsini va arribar a posseir set pintures de l'artista; Vista del mont Sinaí i el Retrat de Giulio Clovio, entre d'altres.
El Greco va ser expulsat del palau Farnese pel majordom del cardenal. L'única informació coneguda d'aquest incident és una carta del pintor enviada a Alexandre Farnese el 6 de juliol de 1572, denunciant la falsedat de les acusacions realitzades contra ell. En aquesta carta deia: «de cap manera mereixia sense culpa meva ser després expulsat i llançat d'aquesta sort». El 18 de setembre d'aquest mateix any, va pagar les seves quotes a l'Accademia di San Luca amb la pintura d'una miniatura. Al final d'aquest any, El Greco va obrir el seu propi taller i va contractar com a ajudants els pintors Lattanzio Bonastri de Lucignano i Francisco Preboste. Aquest últim va treballar amb ell fins als últims anys de la seva vida.
A Roma va rebre dos importants dons: la influència de l'escultura de Miquel Àngel —evident en el quadre La Pietat del Greco— i el seu sobrenom (Il Greco, El Greco) pel qual passaria a la història; tanmateix, els seus quadres sempre els va signar en grec, normalment amb el seu nom complet Doménikos Theotokópulos. Entre les principals obres del seu període romà es troben L'expulsió dels mercaders i diversos retrats -com el Retrat de Giulio Clovio (1570-1575, Nàpols) o del governador de Malta: Retrat de Vincenzo Anastagi (c. 1575, Nova York, col·lecció Frick)-; també va executar una sèrie d'obres profundament marcades pel seu aprenentatge venecià, com Noi encenent una candela (c. 1571, Nàpols, Museu de Capodimonte) i L'Anunciació (c. 1575, Madrid, Museu Thyssen-Bornemisza). D'aquest període són els profunds estudis del Greco sobre l'arquitectura romana, que va utilitzar per a donar estabilitat als seus quadres inserint-hi sovint edificis i estructures del Renaixement. Una raó per la qual va abandonar Roma pot ser perquè va proposar al papa Pius V que ell podia repintar el Judici Final de la capella Sixtina per adequar-lo a les idees de la Contrareforma. Això li devia provocar una pèssima reputació a la ciutat que potser el va obligar a abandonar-la. L'estudiós i historiador De Salas, referint-se a aquest comentari de l'artista, ressalta l'enorme manifestació d'orgull que va suposar considerar-se al mateix nivell que Miquel Àngel, que en aquesta època era l'artista més elevat de l'art.
El període italià es considera com un temps d'estudi i preparació, perquè la seva genialitat no va sorgir fins a les seves primeres obres de Toledo del 1577. A Itàlia, no va rebre cap encàrrec d'importància, ja que era estranger, i Roma estava dominada per pintors com Federico Zuccaro, Scipione Pulzone i Girolamo Siciolante, de més baixa qualitat artística però més coneguts i millor situats. A Venècia encara va ser molt més difícil, perquè els tres grans de la pintura veneciana, Ticià, Tintoretto i Veronès, estaven en el seu apogeu. No se sap quant de temps més va romandre a Roma. Alguns estudiosos defensen una segona estada a Venècia (c. 1575-1576), abans de marxar a Espanya.

## Període espanyol

### Arribada a Toledo i primeres obres
El 1576 l'artista va abandonar la ciutat romana i, després d'una curta estada a Madrid, va arribar a Toledo la primavera de 1577. Va ser el moment de les seves obres de maduresa. Per aquella època, Toledo era la capital religiosa d'Espanya i una de les ciutats més grans d'Europa. L'any 1571, la població de la ciutat era d'uns 62.000 habitants.
En aquesta època el monestir d'El Escorial, a la vora de Madrid, estava a punt d'acabar-se, i Felip II havia invitat el món artístic d'Itàlia perquè anés a decorar-lo. Encara que El Greco va tractar d'obtenir el suport del rei Felip II, per a qui va pintar Al·legoria de la lliga Santa i El martiri de sant Maurici i la legió tebana, les peculiaritats estilístiques del pintor no van ser del gust del monarca, que mai li va brindar el seu mecenatge. Ansiós per aconseguir l'anuència del rei, El Greco li va presentar diversos projectes, especialment alguns esbossos destinats als futurs frescos d'El Escorial, que el pintor ambicionava tenir l'oportunitat de realitzar. Va enviar al rei diverses pintures, però totes van ser rebutjades. Al·legoria de la lliga Santa demostra la capacitat del cretenc per a combinar complexes iconografies polítiques amb ortodoxos motius medievals.
Durant la seva estada a Roma, mitjançant Clovio i Orsini, El Greco va conèixer Benito Arias Montano, humanista i delegat de Felip II, el clergue Pedro Chacón i Luis de Castilla, fill natural de Diego de Castilla, degà de la catedral de Toledo. L'amistat d'El Greco amb Castilla li asseguraria els seus primers encàrrecs importants a Toledo.

### Retaule major de Santo Domingo el Antiguo
Els primers encàrrecs van arribar immediatament: diversos altars i, l'any 1577, el retaule major i dos de laterals per l'església de Santo Domingo el Antiguo. El Greco mai fins aleshores s'havia enfrontat a una tasca tan ambiciosa; s'havien de concebre pintures de grans dimensions, encaixar cada una de les respectives composicions i harmonitzar-les totes en el seu conjunt. El resultat va ser molt reconegut i li va proporcionar immediata fama. En resum, eren nou llenços, set al retaule major i dos més en dos altars laterals. Només en queden tres pintures originàries al retaule: Sant Joan Evangelista i Sant Joan Baptista en el retaule major i La Resurrecció de l'altar lateral de la dreta. Les altres, com un Sant Benet, han estat venudes i substituïdes per còpies.
El llenç principal del retaule major és L'assumpció de la Verge (Institut d'Art de Chicago), basada en la composició de la pintura del mateix tema de Ticià de l'església de Santa María dei Frari (Venècia), però a diferència del de Ticià, que ho va repartir en tres nivells, l'inferior per als apòstols, l'intermedi per a la Mare de Déu i el superior per a la Glòria, El Greco només el va realitzar en dos, l'inferior per als apòstols i el superior per a l'Assumpció, deixant per a un altre llenç col·locat a la part superior del retaule la representació de la Glòria o Trinitat. Va establir una composició piramidal entre els dos grups d'apòstols i Maria; per fer-ho, va precisar ressaltar-la i disminuir la importància dels àngels. Hi ha una tendència a l'horror vacui: incloure una gran quantitat de figures i els mínims elements ambientals. Destaquen gests i moviments ambientals. Aquest aspecte va ser sempre una de les seves grans inquietuds, dotar les seves figures d'eloqüència i expressió. S'aprecia als peus de la Verge Maria el símbol netament espanyol d'una lluna creixent, que s'acostumava a relacionar a l'Assumpció amb la Immaculada.
La influència de Miquel Àngel, l'obra del qual va estudiar El Greco en la seva estada a Roma, és evident en aquesta pintura de La Trinitat, de caires renaixentistes italians i un marcat estil manierista. Les figures són allargades i dinàmiques, disposades en ziga-zaga. Sorprèn el tractament anatòmic i humà de figures de caràcter diví, com Crist o els àngels. Els colors són àcids, incandescents i mòrbids i, juntament amb uns jocs de llum per contrast, doten l'obra d'un aire místic i dinàmic. El gir cap a un estil personal, diferenciant-se dels seus mestres, comença a sorgir en el seu treball; utilitza colors menys convencionals, agrupaments més heterodoxos de personatges i proporcions anatòmiques úniques. Aquestes dues obres establirien la reputació del pintor a Toledo i li van donar gran prestigi. Va tenir des del principi la confiança de clergues i intel·lectuals de Toledo que van reconèixer la seva vàlua.

### L'espoli

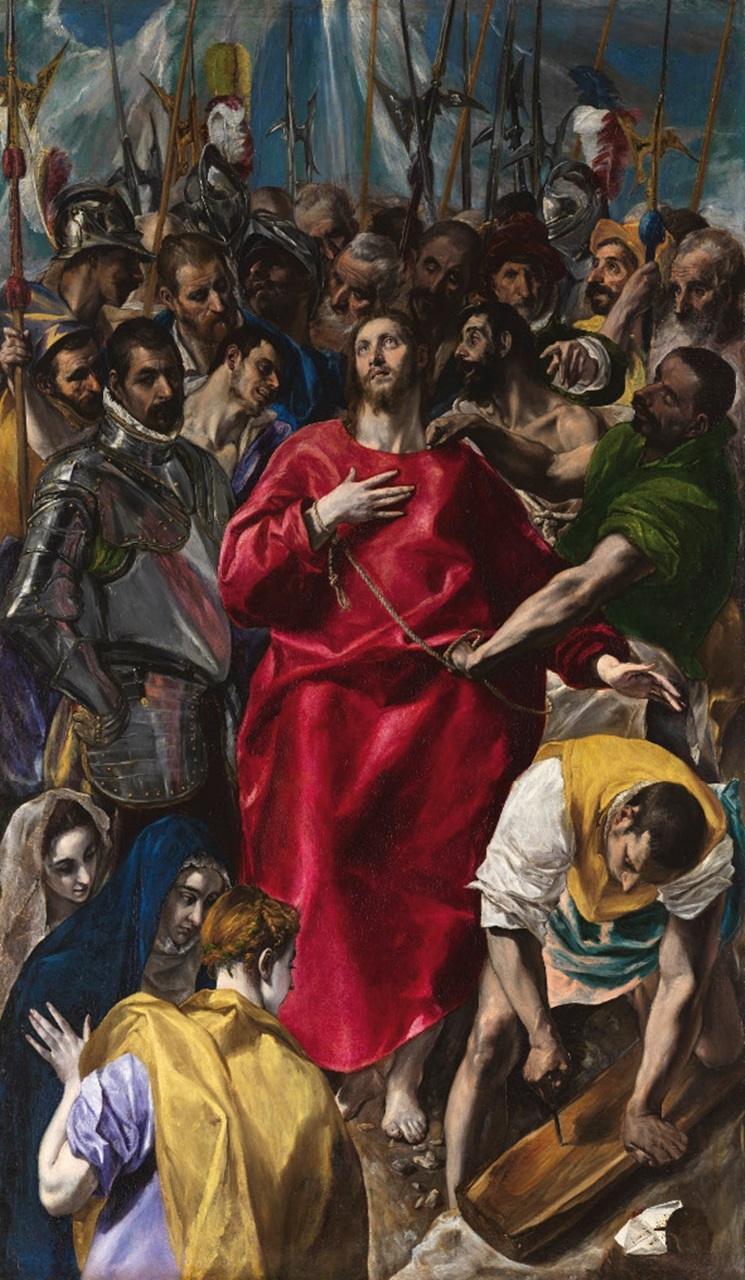
L'espoli (1577-1579, catedral de Toledo)

També el van contractar el 2 de juliol de 1577 per fer una pintura per a la sagristia de la catedral de Toledo. El motiu del quadre, L'espoli, és el moment inicial de la Passió en el qual Jesús és despullat de les seves robes. El pintor es va inspirar en un text de sant Bonaventura, però la composició que va idear no va satisfer el capítol de la catedral. A la part inferior esquerra va pintar la Mare de Déu, Maria Magdalena i Maria Cleofàs, encara que no consta als evangelis que fossin allà, mentre que, en la part superior, va situar gran part del grup que escortava Crist per damunt del seu cap, inspirant-se en iconografies antigues romanes d'Orient. El capítol va considerar que tots dos aspectes eren «desencertats, que enfosquien la història i devaluaven Crist». Aquest va ser el motiu del primer plet que el pintor va tenir a Castella. Els taxadors nomenats per El Greco van sol·licitar 900 ducats, quantitat desmesurada. El pintor va acabar rebent com a pagament 350 ducats, però no va haver de canviar les figures que havien generat el conflicte. L'obra mostra un esplèndid Crist vestit de vermell, assetjat pels botxins; la figura idealitzada de Crist destaca vigorosament de la resta i sembla aliena a l'agressivitat de gent que l'envolta. El rostre malenconiós de Crist queda juxtaposat de manera contrastada a les figures dels seus executors, que s'amunteguen al seu voltant, creant una impressió de desordre amb els seus moviments, gests, piques i llances. Tant el modelatge de les figures com el cromatisme provenen de la seva època veneciana.
Sobre aquest quadre, Manuel Bartolomé Cossío va realitzar l'anàlisi següent:
- L'artista havia de representar Crist no com a Déu, sinó com a home i víctima innocent de les passions humanes. Va concentrar tots els elements, principals i secundaris, dispersos en els seus quadres anteriors, en una única acció prop del protagonista. El va envoltar d'un grup atapeït de caps durs i tristos, cadascú amb personalitat pròpia. Va introduir dos episodis diferents als seus peus, tancant l'escena inferiorment. Es tracta de l'home que prepara la creu i, al davant, les tres Maries que l'observen amb tristor.
- «La unitat de composició és tan perfecta que la figura de Crist absorbeix tot l'interès». El mestre va saber crear aquest efecte, establint una composició en cercle al voltant de Jesús.
- Tot el que no és el personatge protagonista es troba enfosquit i rebaixat, mentre que Crist s'il·lumina i destaca. Així el rostre il·luminat de Crist i la seva túnica vermella formen un contrast molt fort amb els rostres obscurs dels acompanyants i amb l'entonació grisa que domina el quadre.

## Maduresa
El 1585 està documentada la presència del seu ajudant en el període romà, el pintor italià Francisco Preboste, i havia establert un taller capaç de produir retaules complets, és a dir, pintures, escultura policromada i arquitectònics de fusta daurada. El període de la seva vida entre 1588 i 1595 està poc documentat. A partir de 1580 va pintar temes religiosos, entre els quals destaquen els seus llenços sobre sants: Sant Joan Baptista i Sant Francesc d'Asis (c. 1590-1595, Madrid), Les llàgrimes de sant Pere (en una col·lecció particular a Escòcia), La Sagrada Família (1595, Hospital de Tavera, Toledo), Sant Andreu i sant Francesc (1595, Madrid, Museu del Prado) i Sant Pere i sant Pau (c. 1595-1600, Barcelona Museu Nacional d'Art de Catalunya). També va pintar retrats com El cavaller de la mà al pit (1585, Madrid, Museu del Prado).

### L'enterrament del comte d'Orgaz

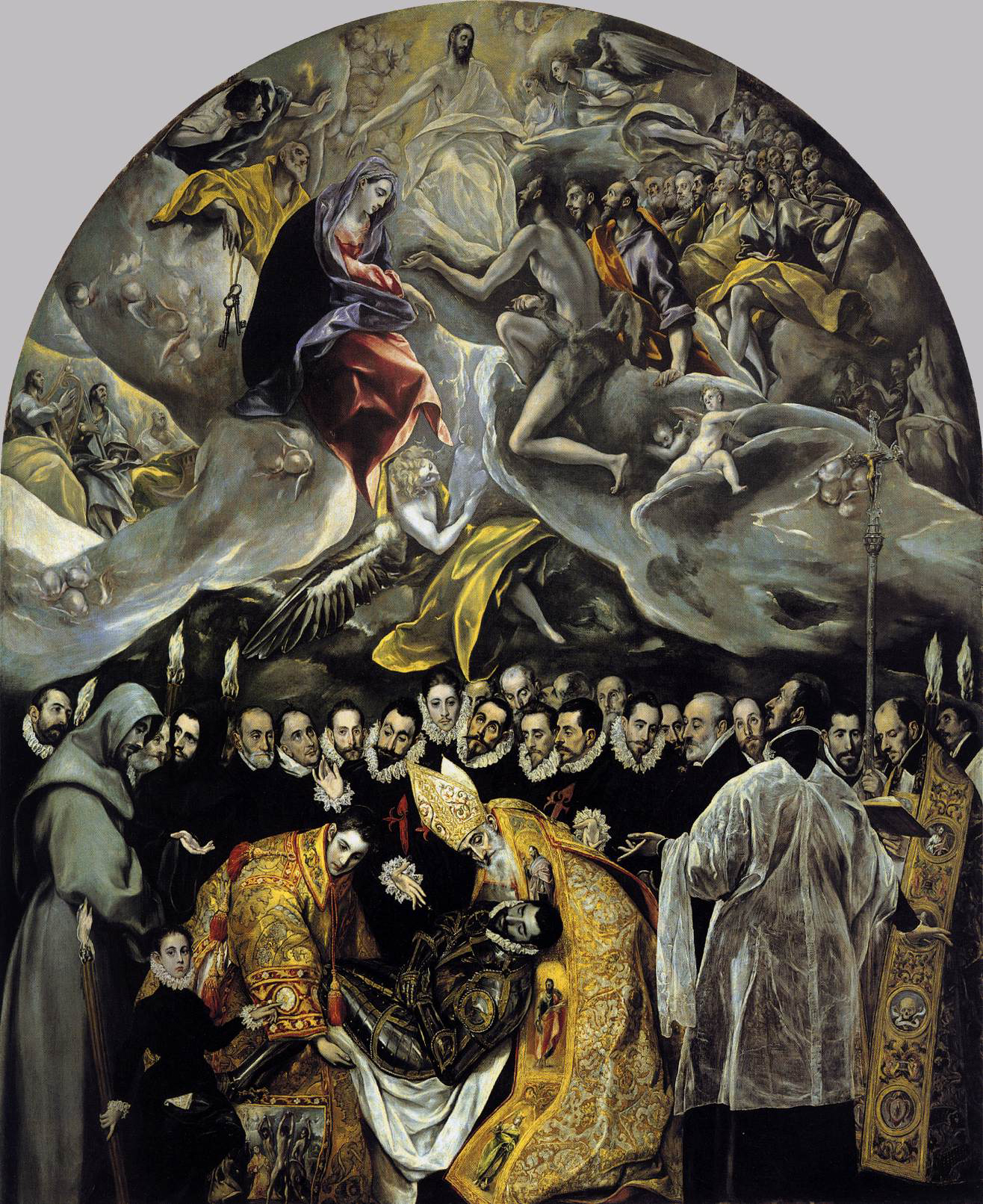
L'enterrament del comte d'Orgaz

A partir de la conclusió el 1586 d'una de les seves obres més rellevants, L'enterrament del comte d'Orgaz, el Greco es va convertir en el màxim mestre de la península. El quadre, realitzat per a l'església de Santo Tomé de Toledo, es troba encara en aquest mateix lloc. Mostra el noble toledà Gonzalo Ruiz de Toledo com és dipositat a la seva tomba –el quadre es troba justament al damunt d'on el comte va ser soterrat– pels sants Esteve i Agustí, envoltats per multitud de personatges –entre els quals hi ha el pintor i fins i tot el seu fill–. A la part superior del quadre, l'ànima del mort ascendeix al cel, densament poblat d'àngels, sants i prominents figures polítiques de l'època. En el contracte del quadre, signat al març de 1586, s'incloïa una descripció dels elements que l'artista havia de representar:
| « | En la part de més a baix... s'ha de pintar una processó del capellà i els altres clergues que estaven fent els oficis per enterrar el senyor Gonzalo de Ruiz de Toledo, senyor de la vila d'Orgaz, i van baixar sant Agustí i sant Esteve a enterrar el cos d'aquest cavaller, l'un tenint-li el cap i l'altre els peus posant-lo a la sepultura i fingint al voltant molta gent que estava mirant i sobre tot això s'ha de fer un cel obert de glòria... | » |

Mostra ja la típica elongació longitudinal de les figures, així com el seu horror vacui («por al buit»), característiques ambdues que es farien més i més acusades en les seves obres a mesura que el Greco envellia. Aquests trets (encara que no tan exagerats) provenien del manierisme, que va persistir en el treball d'El Greco encara que havia estat abandonat per la pintura internacional alguns anys abans. Els colors manieristes, molt intensos i il·luminats per llums fantasmals, són aquí constituents essencials de la peça. També el pagament d'aquest quadre va motivar un altre plet: el preu en el qual va ser taxat, 1.200 ducats, va semblar excessiu al rector de Santo Tomé, que va sol·licitar una segona taxació establint-se en 1.600 ducats. El rector va sol·licitar aleshores que no es tingués en compte aquesta segona taxació, El Greco va acceptar només cobrar 1.200 ducats. Els litigis sobre el preu de les seves obres importants van ser una característica constant en la vida professional del pintor.

## Últims treballs
A partir de 1596, les pintures d'El Greco comencen a carregar-se d'una febril intensitat que es va mantenir fins a la seva mort. Les raons són diverses: la reputació assolida per l'artista en els anys anteriors, el prestigi i amistat amb un grup de mecenes locals que li van proporcionar amb regularitat encàrrecs importants i també, des de 1600, la participació en el taller del seu fill Jorge Manuel Theotocópuli, que va aconseguir encàrrecs als pobles propers a Toledo. L'última dècada del segle xvi va ser un període crucial en el seu art, ja que s'hi va desenvolupar el seu estil tardà.
Encara que li havien fallat els mecenes que inicialment va buscar, el rei Felip II i la catedral, que li haguessin proporcionat un càrrec segur i lucratiu, al final va trobar els seus mecenes en un grup d'eclesiàstics l'objectiu dels quals era propagar la doctrina de la Contrareforma, perquè la carrera del pintor va coincidir amb el moment de reafirmació catòlica contra el protestantisme propiciada pel concili de Trento, com que el centre oficial del catolicisme espanyol era a l'arxidiòcesi de Toledo. Així, El Greco va il·lustrar les idees de la Contrareforma, com es comprova en el seu repertori de temes: representacions de sants, tal com defensava l'Església com a intercessors dels individus davant de Crist; penitents que remarcaven el valor de la confessió que rebutjaven els protestants; la glorificació de Maria, igualment posada en dubte pels protestants; pel mateix motiu, es ressaltaven els quadres sobre la Sagrada Família. El Greco va ser un artista que va servir els ideals de la Contrareforma mitjançant el disseny de retaules que exposaven i ressaltaven les principals devocions catòliques.
La fama del pintor va atreure molts clients que sol·licitaven rèpliques de les seves obres més conegudes. Aquestes còpies realitzades en grans quantitats pel seu taller, avui encara creen confusió al seu catàleg d'obres autèntiques.
Cap a l'any 1596-1597, es va comprometre amb un altre important treball, tres retaules per a una capella privada de Toledo dedicada a sant Josep. A aquests retaules, pertanyen els quadres Sant Josep amb l'infant Jesús, Sant Martí i el captaire i la Mare de Déu amb l'infant i les santes Agnès i Martina. Les seves figures són cada vegada més allargades i artificioses, els seus quadres més estrets i alts, i la seva interpretació tan personal del manierisme assoleix la seva culminació.

### Retaule del col·legi deDoñaMaría de Aragón
| Possible composició del retaule de María de Aragón- La Resurrecció de Crist - La Crucifixió de Crist - La Pentecosta |

| - L'adoració dels pastors - L'Anunciació - El baptisme de Crist |

El 1596, va signar el primer encàrrec important d'aquest període, el retaule per a l'església d'un seminari agustinià de Madrid, conegut com el col·legi de Doña María de Aragón, pagat amb fons que aquesta senyora va especificar al seu testament. S'havia de realitzar en tres anys i es va valorar en més de seixanta-tres mil reals, el preu més alt que el pintor va rebre en la seva vida. El col·legi es va tancar el 1808 o 1809, per uns decrets de José Bonaparte que van fer reduir els convents existents i posteriorment van suprimir els ordes religiosos. L'edifici es va transformar en saló de Corts el 1814, actual senat espanyol, i el retaule va ser desmuntat en aquest període. Després de diversos trasllats –en un va estar a la casa de la Inquisició– va acabar al Museu de la Trinitat, creat amb obres d'art requisades per la Llei de desamortització. Aquest museu es va fusionar l'any 1872 amb el Museu del Prado i, per això, cinc dels seus llenços es troben en aquest museu. En aquests trasllats, el sisè llenç, L'adoració dels pastors, va ser venut i actualment es troba al Museu Nacional d'Art de Romania de Bucarest.
La falta de documents ha originat diferents hipòtesis sobre els quadres que el formen. El 1908 Cossío va relacionar El baptisme de Crist, La crucifixió de Crist, La resurrecció de Crist i L'Anunciació. August L. Mayer va proposar el 1931 la relació entre els llenços anteriors amb La Pentecosta i L'adoració dels pastors de Bucarest. El 1943, Manuel Gómez-Moreno va proposar un retaule reticular format per aquests sis quadres sense argumentar-ho. Però, per a alguns especialistes, La resurrecció i La Pentecosta no en formarien part perquè corresponien a formulacions estilístiques diferents. L'any 1985, va aparèixer un document de 1814 amb el registre de les obres dipositades a la casa de la Inquisició que cita «set quadres de pintures originàries de Domenico Greco que eren a l'altar Major». Aquesta informació ha garantit la hipòtesi de Gómez Moreno d'un retaule de tres carrers a dos pisos, suposant que el setè seria a un tercer pis a manera d'àtic.
Els temes, llevat de La Pentecosta, havien estat desenvolupats ja anteriorment, alguns en la seva etapa italiana. Segons Ruiz Gómez, aquests temes són represos amb gran originalitat i mostren la seva espiritualitat més expressionista. A partir d'aquest moment, la seva obra pren un camí molt personal i desconcertant, distanciant-se de l'estil naturalista que començava a dominar en aquella època. Les escenes estan plantejades en espais claustrofòbics, potenciant la verticalitat dels formats. Una llum espectral destaca la irrealitat de les figures, algunes en escorços molt marcats. El color fred, intens i contrastat aplicat amb soltesa en les seves poderoses construccions anatòmiques mostra el que seria el seu estil tardà.

### Hospital de la Caritat d'Illescas

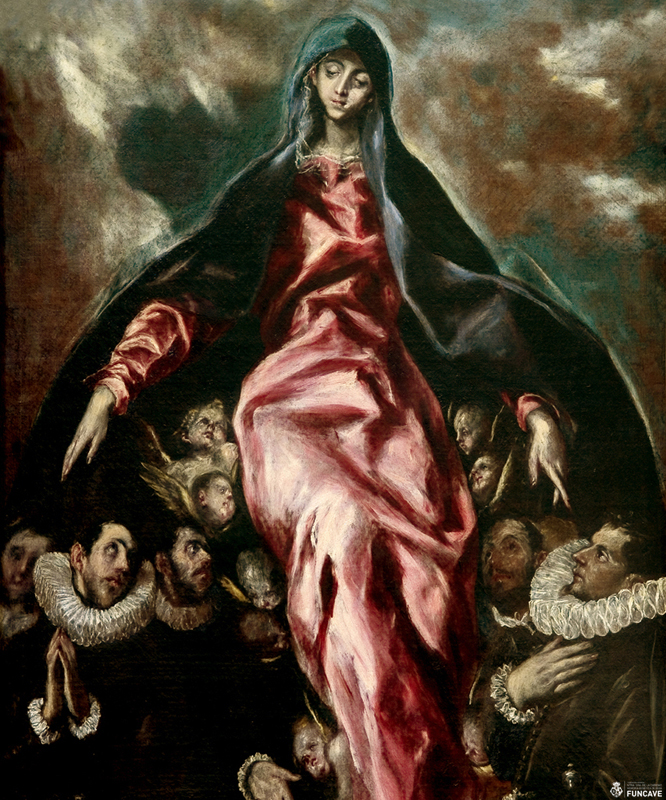
La Mare de Déu de La Caritat (Illescas)

Pel seu fill, el 1603 va aconseguir un nou contracte per realitzar tots els elements decoratius de la capella major de l'església de l'Hospital de la Caritat d'Illescas (Toledo), que incloïa retaules, escultures i quatre pintures. El Greco va desenvolupar un programa iconogràfic marià. Els quatre quadres tenen un estil pictòric similar, tres de format circular o el·líptic.
Per raons desconegudes, va acceptar que la taxació final fos realitzada per taxadors nomenats per l'Hospital. Aquests van fixar un preu molt reduït de 2.410 ducats, cosa que va provocar un llarg plet que va arribar fins a la Cancelleria Reial de Valladolid i al nunci papal de Madrid. El litigi va acabar el 1607 i, encara que es van fer taxacions intermèdies a l'entorn dels 4.000 ducats, al final es va pagar una quantitat similar a l'establerta inicialment. L'afer d'Illescas va afectar greument l'economia de l'artista, que va haver de recórrer a un préstec de 2.000 ducats del seu amic Gregorio de Angulo.
El programa iconogràfic estava destinat a exalçar la figura de la Mare de Déu, per la qual cosa la fornícula central del retaule quedava reservada per a la col·locació de la imatge de La Mare de Déu de la Caritat. Just a la part superior, coronant el retaule, es trobaven la representació de les tres virtuts teologals, com a atributs de Maria. Dues escultures daurades als costats, simbolitzant la fe i l'esperança, i la virtut de la caritat, representada amb una pintura, es col·locarien a la zona central de l'àtic del retaule. A la volta d'aquesta capella, se situaven altres tres pintures que continuaven amb aquest cicle marià representant Maria en els tres misteris de la seva vida: L'Anunciació (El Greco, Illescas), situada a la lluneta esquerra, La nativitat, a la lluneta dreta i La coronació de la Mare de Déu, situada al sostre de la volta, tancant el conjunt de la capella.

### Capella d'Isabel de Oballe

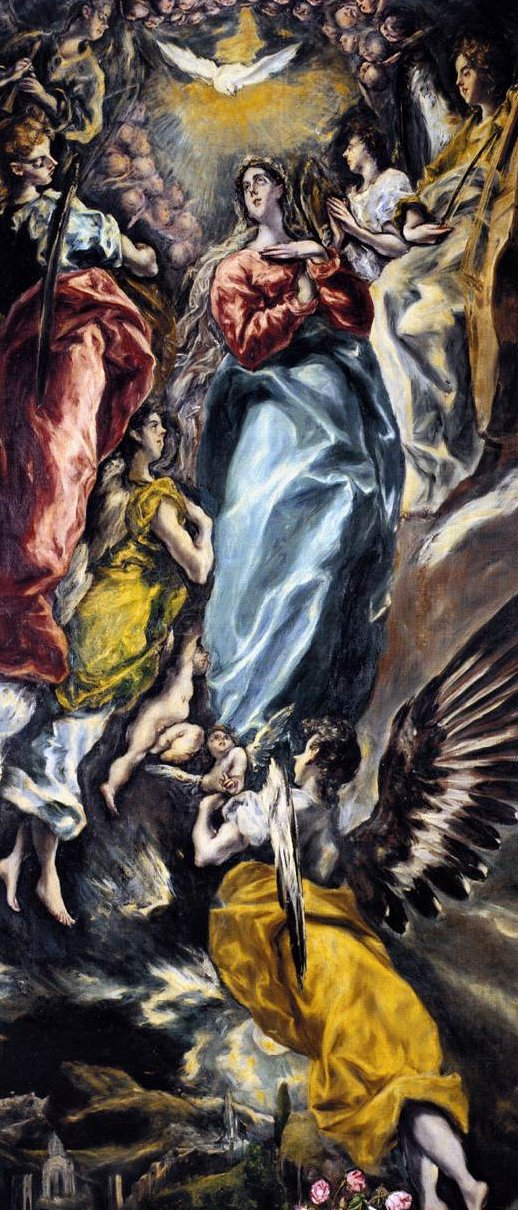
Detall de la Immaculada Concepció per a la capella Oballe de Toledo (1608-13)

Al final de l'any 1607, El Greco es va oferir a acabar la capella d'Isabel de Oballe, que havia quedat inconclusa per la defunció del pintor Alessandro Semini. L'artista, ja amb 66 anys, es va comprometre sense despeses complementàries a corregir les proporcions del retaule i a substituir una Visitació.
Isabel de Oballe havia fundat la capella que porta el seu nom de l'església Sant Vicenç a Toledo. Al cretenc, se'l va encarregar realitzar «una història de la visitació de santa Elisabet, per ser el nom de la fundadora, per al qual s'ha de fer un cercle adornat amb la seva cornisa a la manera que es va fer a Illescas». La pintura es va acabar el 1613. L'artista en la seva Visitació va representar Maria i la seva cosina Elisabet quan es troben davant una porta manierista, simple i monumental. A la dreta es presagia el destí dels seus fills: Crist crucificat i sant Joan Baptista degollat. La pinzellada és molt forta, segons el cànon tradicional de l'escola veneciana, mentre que les tonalitats converteixen aquesta obra en un conjunt de gran delicadesa.
La Immaculada Concepció per a aquesta capella és una de les seves grans obres tardanes; els allargaments i les tortuositats mai abans no havien estat tan exagerats o tan violents; la forma allargada del quadre concorda amb les figures que s'eleven cap al cel, lluny de les formes naturals.
Maria se situa al centre del llenç, acompanyada per àngels, querubins i el colom de l'Esperit Sant. Als seus peus es troben diversos símbols marians representatius de la iconografia de la Immaculada –encara que a vegades també se'ls relaciona amb l'Assumpció–, com la lluna o la posició de les mans sobre el pit. Sant Joan Evangelista està present en aquesta obra i és una figura de gran naturalitat. La bellesa del rostre de la Mare de Déu contrasta amb el gest serè i una mica adust de l'apòstol. A la part esquerra inferior de la pintura hi ha una representació de la ciutat de Toledo.

### Hospital de Tavera

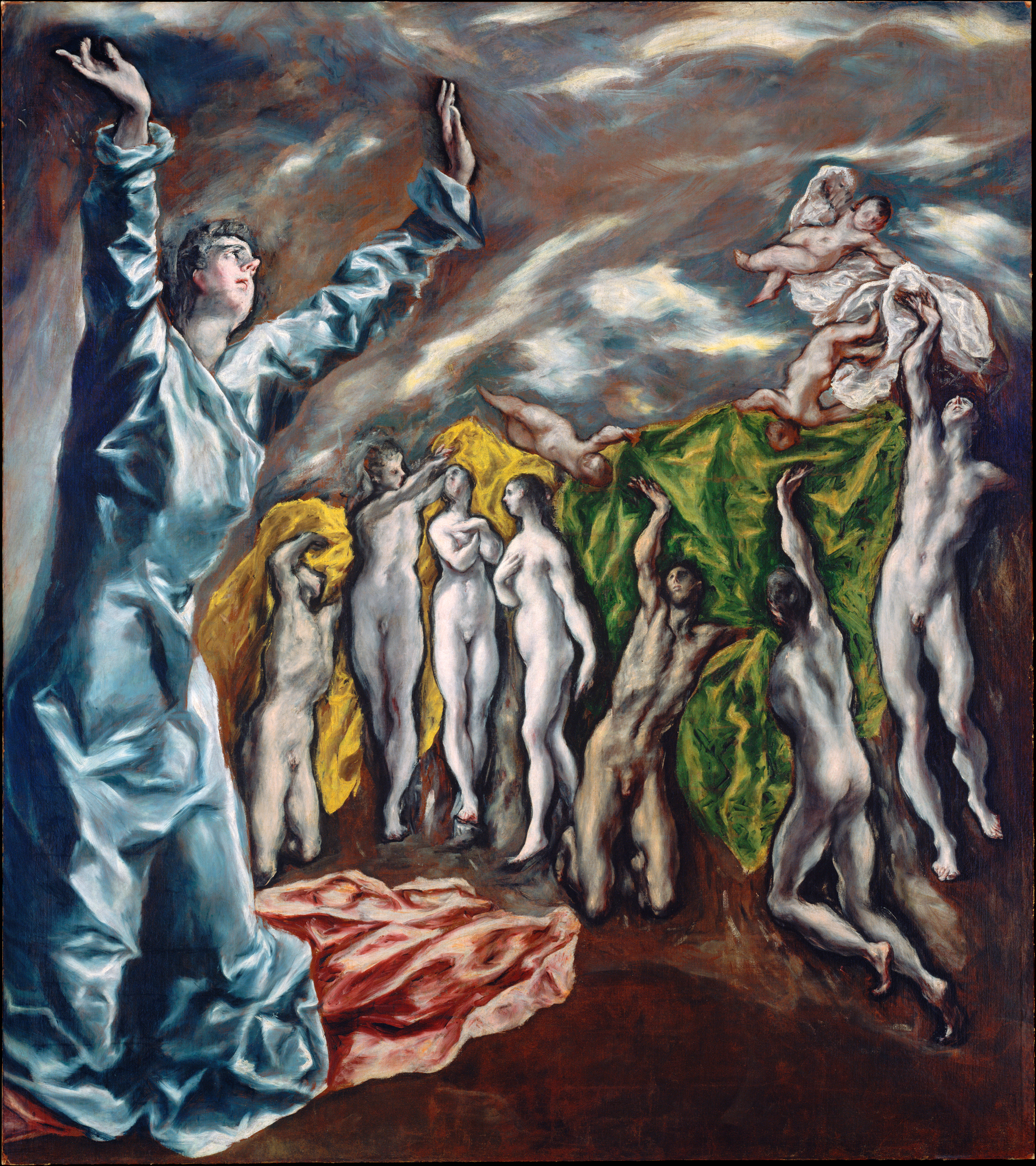
Visió de l'Apocalipsi (1608-1614). Representa la cimera del seu expressionisme tardà. El quadre es va retallar i no correspon a l'enquadrament ideat pel Greco. Sant Joan, agenollat en un gest violent, està summament desproporcionat. Al fons, màrtirs nus i les túniques que recullen formen un fris expressionista que anticipa la pintura del segle XX

Entre els seus últims retaules importants, hi ha un retaule major i dos laterals per a la capella de l'Hospital de Tavera, pel qual va ser contractat el 16 de novembre de 1608 amb un termini d'execució de cinc anys. Visió de l'Apocalipsi o El cinquè segell de l'Apocalipsi, el llenç per a un dels retaules laterals, mostra el geni del pintor en els seus últims anys. A la mort del pintor el 1614, encara no havia estat lliurat.
A la restauració del Metropolitan Museum of Art de Nova York de 1958, posterior a la seva compra, es va trobar que no sols havia estat tallat per dalt –fou destruït el 1880–, on la vora estava esfilagarsada, sinó també en el costat esquerre. Segons Álvarez Lopera, si tenia les mateixes mides que el quadre de l'altre retaule lateral, L'anunciació, de 406 x 209 cm, la part tallada a la fi del segle xix seria la superior de 185 cm d'alt i el tall esquerre de 16 cm d'amplada, i les proporcions originàries serien aproximadament el doble d'alt que d'amplada.
Representa el moment de l'Apocalipsi quan Déu li mostra sant Joan en una visió l'obertura dels set segells: «Quan va obrir el cinquè segell, vaig veure sota l'altar les ànimes dels degollats per la paraula de Déu i pel testimoni que van donar. I van cridar amb una gran veu dient: Fins quan, Senyor, sant i veritable, no faràs justícia, i no venjaràs la nostra sang als que viuen en la terra? I se'ls va donar a cadascú un mantell blanc i se'ls va dir que descansessin encara una mica de temps...» (Apocalipsi 6, 9-11).
El quadre, en l'estat actual després del tall, està dominat per la gegantina figura de sant Joan. Els ressuscitats són set, nombre màgic de l'Apocalipsi, els mateixos que va emprar Dürer i d'altres autors en representar aquest mateix passatge.
Per a Harold Wethey, el color té una gran rellevància en aquest quadre. El vestit de sant Joan és de color blau lluminós i s'hi reflecteixen llums blanques i, com a contrast, als seus peus hi ha un mantell rosa. A l'esquerra, els màrtirs nus disposen d'un fons amb un mantell groc pàl·lid, mentre que els cossos de les dones són d'una gran blancor que contrasta amb els groguencs cossos masculins. Mantells verds amb reflexos grocs són el fons dels tres nus de l'esquerra. Els màrtirs formen un grup irregular en un espai indefinit blau pàl·lid sobre un terra vermellós i tot en un ambient de núvols foscos que produeix una impressió de somni.
Del pintor se'n desconeix el sentit religiós personal de la seva obra o la raó de la seva evolució última cap a aquesta pintura antinaturalista i espiritualista, en què, com en aquesta Visió de l'Apocalipsi, va violar sistemàticament totes les lleis establertes pel racionalisme renaixentista. Wethey va considerar que aquest mode d'expressió tardà d'El Greco estava relacionat amb el primer manierisme. Max Dvořák, el primer d'associar sòlidament l'antinaturalisme del cretenc amb el manierisme, va estimar que aquest antinaturalisme, així com els va succeir a Miquel Àngel o Tintoretto en les seves obres finals, era conseqüència del món en crisi sorgit de l'erosió de l'optimisme renaixentista i la seva fe en la raó.

## Final de la seva vida
L'agost de 1612, El Greco i el seu fill van acordar amb les monges de Santo Domingo el Antiguo poder comptar amb una capella per a la sepultura familiar. Per a aquesta, l'artista va realitzar L'Adoració dels pastors. És una obra mestra en tots els seus detalls: els dos pastors de la dreta són molt allargats, les figures manifesten l'estupor i l'adoració de manera commovedora. La llum destaca donant a cada personatge importància en la composició. Els colors nocturns són brillants i amb forts contrasts entre el vermell ataronjat, el groc, el verd, blau i rosa.
El 7 d'abril de 1614 va morir amb 73 anys, i fou enterrat a Santo Domingo el Antiguo. Uns dies més tard, el seu fill Jorge Manuel va realitzar un primer inventari dels pocs béns del seu pare, incloent-hi les obres acabades i en execució que es trobaven al taller. Posteriorment, amb motiu del seu segon matrimoni el 1621, Jorge Manuel va realitzar un segon inventari en què es van incloure obres no registrades en el primer. El panteó va haver de ser traslladat abans de 1619 a San Torcuato, a causa d'una disputa amb les monges de Santo Domingo, i va ser destruït en demolir-se l'església al segle xix.
La seva vida, plena d'orgull i independència, sempre va tendir a finançar-se amb el seu particular i estrany estil i a evitar curosament les imitacions. Va col·leccionar volums valuosos, que van acabar formant una meravellosa biblioteca. Un contemporani el va definir com un «home d'hàbits i idees excèntrics, tremenda determinació, extraordinària reticència i extrema devoció». Per aquestes o altres característiques, va ser una veu respectada i un home cèlebre. Fra Hortensio Félix Paravicino, predicador i poeta del segle xvii espanyol, en va escriure, en un conegut sonet: «Creta le dio la vida, y los pinceles / Toledo mejor patria, donde empieza / a lograr con la muerte eternidades» («Creta li va donar la vida, i els pinzells / Toledo millor pàtria, on comença / a aconseguir amb la mort eternitats»).

## Retrats
Des dels seus començaments a Itàlia, El Greco va ser un gran retratista i durant tot el període espanyol els seus retrats estan plens de mestratge. No hi ha dubte que la composició i l'estil van ser apresos de Ticià, així com la col·locació de la figura, normalment de mig cos i els fons neutres. Els seus millors retrats, ja en la seva maduresa a Toledo, segueixen aquests criteris. Era capaç de representar els trets del model i de transmetre el seu caràcter.
El cavaller de la mà al pit és una de les obres més importants de l'artista i ha quedat com a símbol del cavaller espanyol del Renaixement. La rica espasa, la mà al pit portada amb gest solemne i la relació que el cavaller estableix amb l'espectador mirant-lo als ulls directament, van convertir aquest retrat en la referència de les considerades «essències de l'espanyol i de l'honor de Castella». Es tracta d'una obra primerenca de l'autor, acabat d'arribar a Espanya, perquè la seva factura s'aproxima a les maneres venecianes. El llenç ha estat restaurat en diferents ocasions, en què es van retocar mancances de color, es va repintar el fons i es va retocar la vestimenta del personatge. La restauració de 1996 va ser molt polèmica, ja que en revelar les repintades del fons i les de la vestimenta, va canviar la visió que durant molt de temps s'ha projectat d'aquest personatge.
Del retrat d'un Cavaller ancià es desconeix la identitat del personatge i es destaca la seva alta qualitat pictòrica i la seva penetració psicològica. Per a Ruiz Gómez en destaquen els ulls de color mel i l'expressió bondadosa una mica perduda, en el seu rostre eixut, amb el seu nas llarg i fi, una mica desviat a la dreta i els llavis prims, el bigoti i el masclet grisencs. Una espècie d'aura separa el cap del fons, desdibuixant el contorn i atorgant-li alhora moviment i vivacitat. Álvarez Lopera va subratllar l'accentuació de les tradicionals asimetries dels retrats d'El Greco i va descriure la línia sinuosa que ordena aquest rostre des del floc central passant pel nas i concloent a la punta de la barba. Finaldi veu en l'asimetria una doble percepció emotiva, lleugerament somrient i vivaç al costat dret, reconcentrat i pensarós l'esquerre. Bartolomé Cossío en el seu catàleg sobre el pintor de l'any 1908 va dir: És difícil trobar entre tots els retrats d'El Greco un fragment superior a aquest cap, pel gran ajustament en l'execució i per la suprema senzillesa de fons i forma.

## Arquitectura i escultura

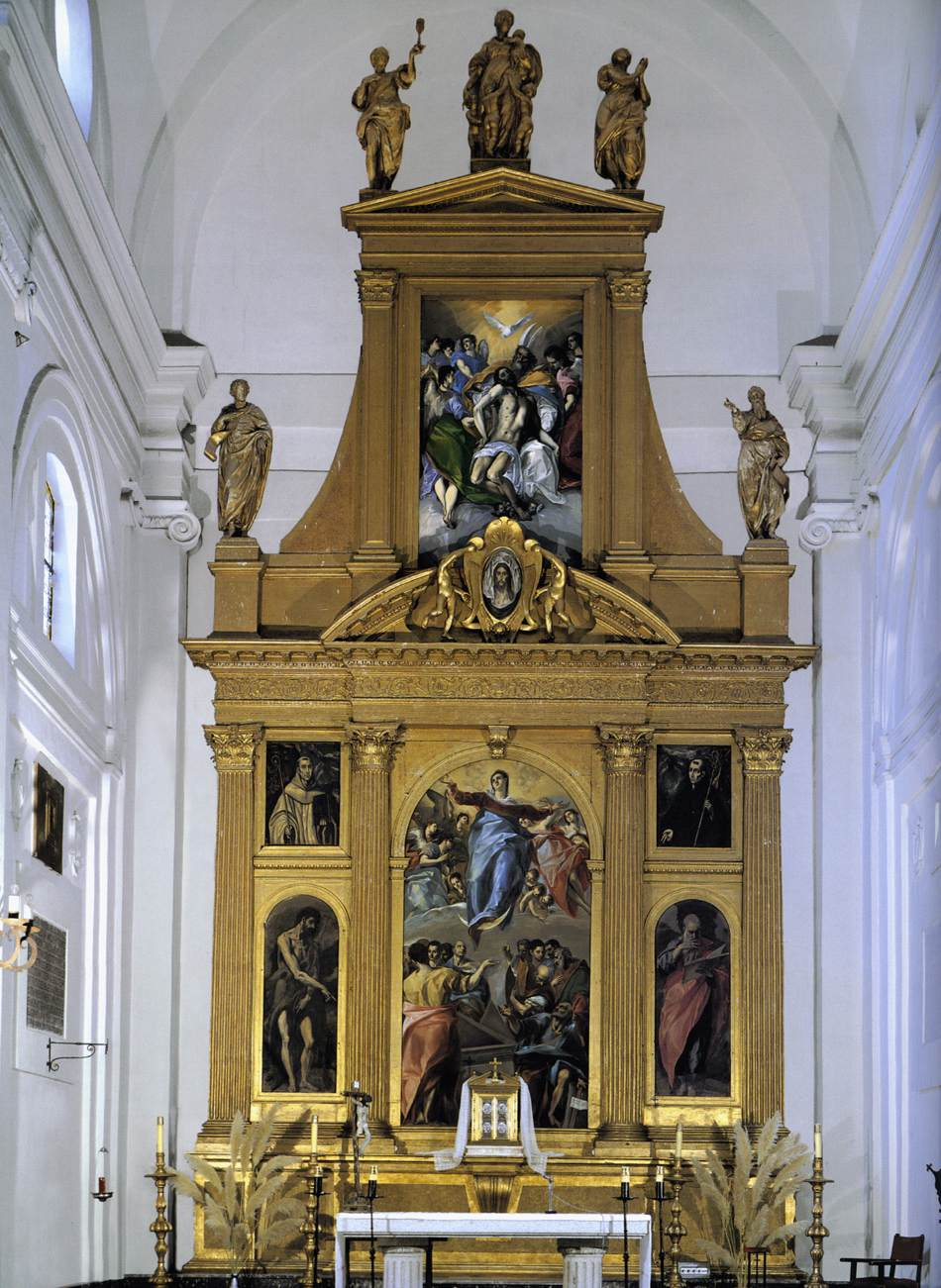
Retaule de Santo Domingo el Antiguo: el Greco va dissenyar els traçats arquitectònics del retaule així com els models de les escultures que van ser realitzades per l'escultor Juan Bautista Monegro

En aquesta època a Espanya la principal forma de decoració de les esglésies eren els retaules, que constaven de pintures, escultures policromades i una estructura arquitectònica de fusta daurada. El Greco va instal·lar un taller on es van arribar a realitzar totes aquestes feines, i va participar en el disseny arquitectònic de diversos retaules. Es té constància dels seus estudis sobre l'arquitectura de l'època, però la seva feina com a arquitecte es redueix a la seva participació en alguns retaules que li van encarregar.
Un dels primers encàrrecs va ser el traçament arquitectònic del retaule de Santo Domingo el Antiguo i els models per a les escultures que el decoraven; la construcció del retaule i la realització de les escultures va ser elaborat per l'escultor Juan Bautista Monegro. Aquest retaule és semblant a altres venecians de l'època, de forma especial a un que es troba a l'església de Santa Maria Formosa, tots dos estructurats per dues columnes i dues pilastres amb capitells corintis i amb un àtic a la part superior del carrer central.
Francisco Pacheco, quan va visitar el Greco en el seu taller el 1611, va citar els petits models de guix, argila i cera realitzats pel pintor, que li servien per a preparar les seves composicions. De l'estudi dels contractes que va signar El Greco, l'historiador San Román va concloure que aquest mai no va realitzar les talles dels retaules, encara que en alguns casos va facilitar-hi a l'escultor dibuixos i models. Wethey accepta com a escultures de l'autor La imposició de la casulla a sant Ildefons que formava part del marc de L'espoli i el Crist ressuscitat que coronava el retaule de l'hospital de Tavera.
El 1945, el comte de les Infantes va adquirir les escultures d'Epimeteo i Pandora a Madrid i va demostrar que eren obra del Greco perquè hi ha relacions estilístiques amb la seva producció pictòrica i escultòrica. Xavier de Salas va interpretar que aquestes figures eren representacions d'Epimeteo i Pandora, i hi veié una reinterpretació del David de Miquel Àngel amb lleugeres variacions: figures més allargades, diferent posició del cap i les cames menys obertes. Salas també va assenyalar que Pandora correspon a una inversió de la figura d'Epimeteo, aspecte característic del manierisme. Puppi va considerar que van ser models per a determinar la posició més encertada de les figures de la dreta de la pintura del Laocoont.

## Al servei de la Contrareforma

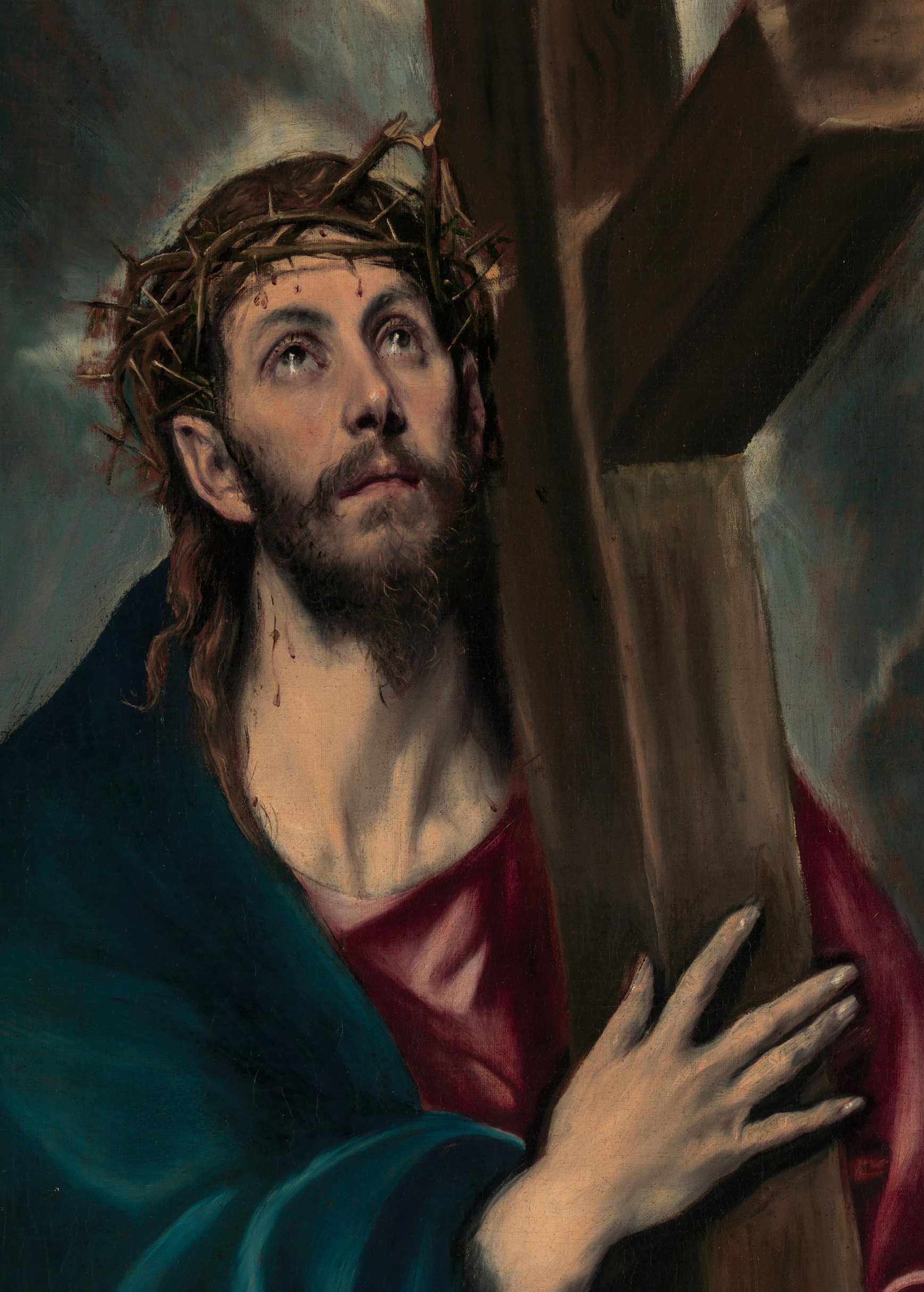
Detall de Crist abraçat a la creu (1580-85). Crist està idealitzat sense sofriment, destacant el significat de la salvació. Ho mostra serè i triomfant, mirant el cel, la creu no sembla pesada. Eren els ideals de la Contrareforma

La Contrareforma va donar lloc a una sèrie de canvis proposats com una reafirmació de la doctrina mil·lenària catòlica enfront de les protestants, entre aquests es trobava la veneració a les imatges iconogràfiques i a les relíquies, moltes vinculades al culte cristià de Maria (mare de Jesús) com a verge, i als sants, que van ser confirmades com a pràctica cristiana, al costat de l'existència del purgatori. Això tindria una enorme importància en el desenvolupament de l'art a les esglésies catòliques europees, va ser l'expressió artística de la Contrareforma catòlica, amb gran abundància d'imatges per atreure l'individu comú a la fe catòlica.
Els mecenes del Greco eren, en la seva majoria, eclesiàstics cultes i relacionats amb el centre oficial del catolicisme espanyol, que era l'arxidiòcesi de Toledo. La carrera del pintor va coincidir amb el moment culminant de la reafirmació catòlica contra el protestantisme, per la qual cosa els quadres que li encarregaven els mecenes seguien la directiva artística de la Contrareforma. El concili de Trento, conclòs el 1563, havia reforçat els articles de fe. Els bisbes eren els responsables de vetllar pel compliment de l'ortodòxia, i els successius arquebisbes de Toledo van imposar l'obediència a les reformes a través del Consell de l'arxidiòcesi. Aquest organisme, amb el qual El Greco va estar estretament relacionat, havia d'aprovar tots els projectes artístics de la diòcesi que havien de cenyir-se fidelment a la teologia catòlica.
El Greco va estar al servei de les tesis de la Contrareforma com es posa de manifest en el seu repertori temàtic: gran part de la seva obra està dedicada a la representació de sants, en el seu paper d'intercessors de l'ésser humà davant de Crist que era defensat per l'Església. Va destacar el valor de la confessió i la penitència, que els protestants discutien, amb múltiples representacions de sants penitents i també de Maria Magdalena. Una altra part important de la seva obra exalça la Mare de Déu, la maternitat divina, la qual era negada pels protestants i defensada a Espanya, tenint en compte la gran devoció que se li tenia en el catolicisme espanyol.

## El treball del taller

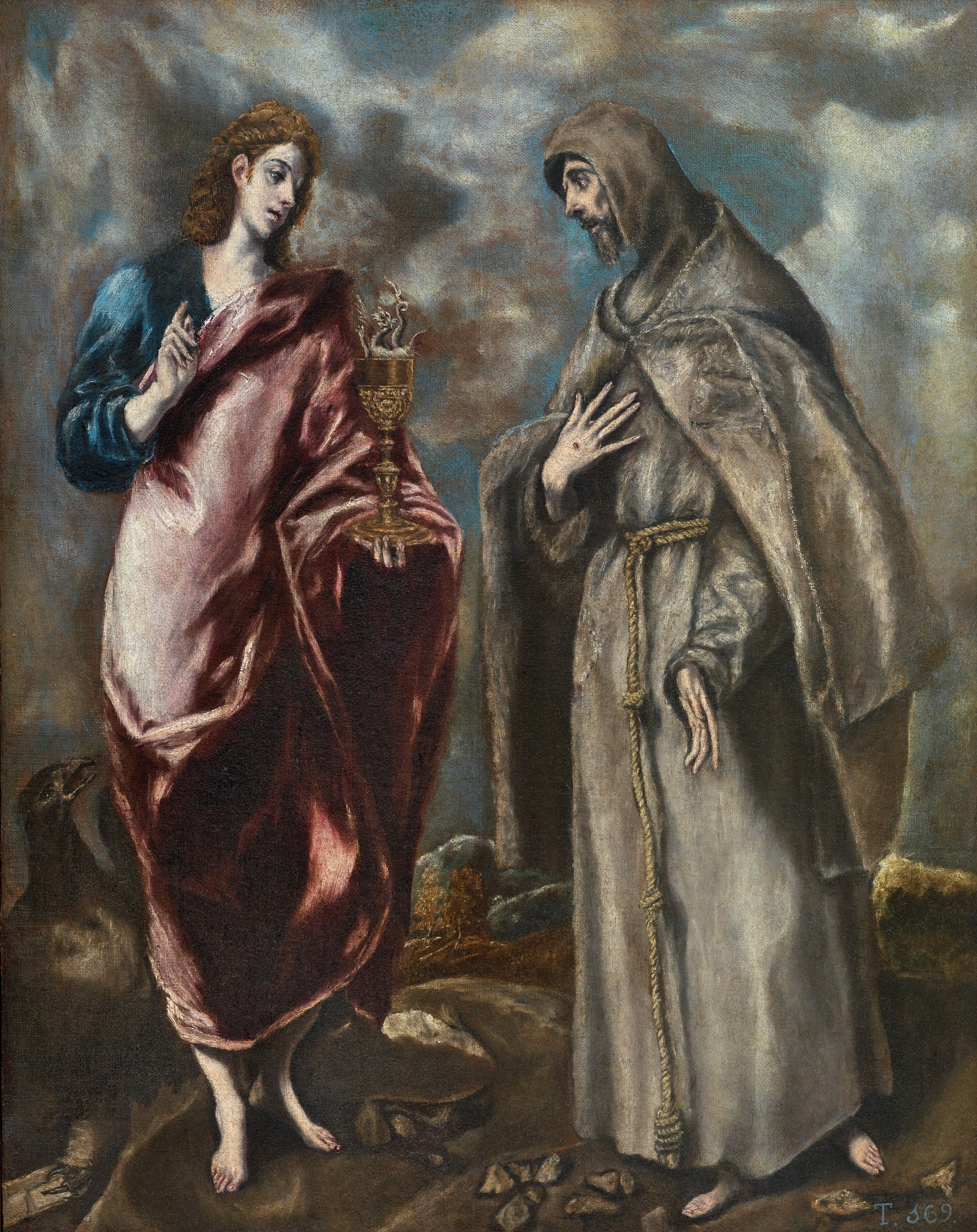
Sant Joan Baptista i sant Francesc d'Assís (c. 1600). Aquesta imatge és obra del taller del cretenc, on col·laborava el seu fill Jorge Manuel. Es conserva al Museu del Prado

A més a més dels quadres de la seva pròpia mà, hi ha un important nombre d'obres produïdes en el seu taller d'ajudants que, sota la seva direcció, seguien esbossos seus. S'estima que són de l'ordre de tres-cents els llenços del taller, encara que en alguns estudis són admesos com a obres autògrafes. Aquestes obres estan realitzades amb els mateixos materials, amb els mateixos procediments i seguint els seus models; hi intervenia l'artista parcialment, però la major part del treball la realitzaven els seus ajudants. Lògicament, aquesta producció no té la mateixa qualitat que les seves obres autògrafes.
El pintor va organitzar la seva producció en nivells diferents: els grans encàrrecs, els feia completament ell mateix, mentre que els seus ajudants realitzaven llenços més modests, amb iconografies destinades a la devoció popular. L'organització de la producció, contemplant obres completament autògrafes del mestre, d'altres amb la seva intervenció parcial i un últim grup realitzat completament pels seus ajudants, permetia treballar amb diversos preus, ja que el mercat de l'època no sempre podia pagar les elevades tarifes del mestre.

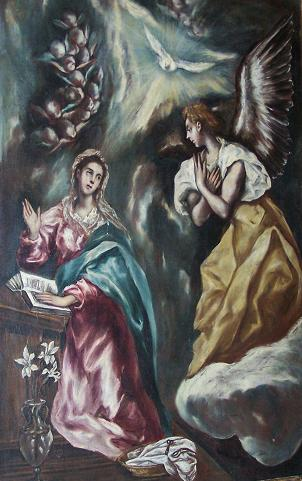
L'Anunciació, quadre de l'última dècada de la vida del pintor que va ser realitzat en col·laboració amb el seu fill

El 1585 va anar seleccionant tipologies i iconografies, formant un repertori en què va treballar repetidament amb un estil cada vegada més fluid i dinàmic. L'èxit popular dels seus quadres de devoció, molt buscats per la seva clientela toledana per a capelles i convents, el va portar a elaborar diversos temes. Alguns interessaven especialment, i en va repetir nombroses versions: sant Francesc en èxtasi o estigmatitzat, la Magdalena, sant Pere i sant Pau, la Santa Faç o la crucifixió.
A Toledo hi havia tretze convents franciscans, potser per això un dels temes més demanats sigui sant Francesc. Del taller van sortir de l'ordre d'un centenar de quadres sobre aquest sant; d'aquests 25 són autògrafs reconeguts, la resta són obres en col·laboració amb el taller o còpies del mestre. Aquestes imatges, dramàtiques i senzilles, molt similars, només amb petites variacions als ulls o a les mans, van tenir gran èxit.
També el tema de la Magdalena penitent, símbol de la confessió dels pecats i de la penitència en la Contrareforma, era molt sol·licitat. El pintor va desenvolupar almenys cinc tipologies diferents d'aquest tema, les primeres semblants a models de Ticià i les últimes completament personals.
Des de 1585, El Greco va mantenir el seu ajudant italià Francisco Preboste, que treballava amb ell des del període romà. Vers el 1600, el taller ocupava 24 estances, un jardí i un pati. En aquests primers anys del segle, va cobrar rellevància en el seu taller la presència del seu fill i nou ajudant, Jorge Manuel Theotocópuli, que aleshores tenia vint anys. També va treballar en el taller el seu deixeble Luis Tristán, a més a més d'altres col·laboradors.
Francisco Pacheco, pintor i sogre de Diego Velázquez, va descriure el taller que va visitar el 1611: va citar un gran armari, ple de models d'argila fets pel pintor i que empraven en el seu treball. El va sorprendre contemplar, en un magatzem, copies a l'oli en petit format, de tot el que El Greco havia pintat en la seva vida. Una de les produccions més característiques del taller de l'última època són els cicles dels apòstols, representats de mig bust o de tres quarts amb els seus símbols corresponents. De vegades se'ls representava de dos en dos. Són figures ascètiques, de siluetes eixutes i allargades, que recorden les icones gregues.

## Anàlisi artística

### Estil i tècnica pictòrica
La formació de l'artista li va permetre aconseguir una conjunció entre el disseny manierista i el color venecià. Tanmateix, a Itàlia els artistes estaven dividits: els manieristes romans i florentins defensaven el dibuix com primordial en la pintura, exalçaven Miquel Àngel, considerant el color inferior, i denigraven Ticià. Els venecians, tanmateix, assenyalaven Ticià com el més gran, i atacaven Miquel Àngel pel seu imperfecte domini del color. El Greco, com a artista format en ambdues escoles, es va quedar a mig camí, reconeixent Ticià com a artista del color i Miquel Àngel com a mestre del disseny. Malgrat això, no va dubtar a desacreditar amb duresa Miquel Àngel pel seu tractament del color. Però els estudiosos coincideixen a remarcar que va ser una crítica enganyosa, perquè l'estètica del Greco compartia els ideals de Miquel Àngel de primacia de la imaginació sobre la imitació en la creació artística. Els seus escrits fragmentaris en diversos marges de llibres indiquen la seva adhesió a les teories manieristes, i permeten comprendre que la seva pintura no va ser el fruit de visions espirituals o reaccions emocionals, sinó que tractava de crear un art artificial i antinaturalista.
Però el seu aprenentatge venecià va tenir també importants conseqüències en la seva concepció de l'art. Així, els artistes venecians havien desenvolupat una forma de pintar clarament diferent dels manieristes romans: la riquesa i varietat del color, la preponderància del naturalisme enfront del dibuix i la manipulació del pigment com a recurs expressiu. Els venecians, per contrast amb el polit acabament dels romans, modelaven les figures i objectes amb una tècnica com esbossada, que aconseguia una gran profunditat i brillantor en els colors. La pinzellada del Greco també va estar molt influïda per l'estil venecià, tal com va assenyalar Pacheco en visitar-lo el 1611: retocava les seves pintures una vegada i una altra fins a aconseguir un acabat aparentment espontani, com d'esbós, que per a ell significava virtuosisme. Els seus quadres presenten una multitud de pinzellades no foses en superfície, el que els observadors d'aleshores, com Pacheco, van dir cruels esborralls. Però no sols va emprar la paleta de colors veneciana i les seves tonalitats riques i saturades; també usava els estridents i arbitraris colors que agradaven als pintors d'«a la maniera», grocs verds cridaners, vermells ataronjats i grisos blavosos. L'admiració que sentia per les tècniques venecianes, la va expressar de la manera següent en un dels seus escrits: «La imitació dels colors, la tinc jo per la més gran dificultat...». Sempre s'ha reconegut que El Greco va superar aquesta dificultat.
Durant els trenta-set anys que El Greco va viure a Toledo, el seu estil es va transformar profundament. Va passar d'un estil italianitzant el 1577 a evolucionar cap a un de molt dramàtic, propi i original l'any 1600, intensificant sistemàticament els elements artificials i irreals: caps petits descansant en cossos cada vegada més llargs; la llum cada vegada més forta i estrident, blanquejant els colors de les vestidures, i un espai poc profund amb superpoblació de figures, que donen la sensació d'una superfície plana. En els seus últims quinze anys, El Greco va portar l'abstracció del seu estil fins límits insospitats. Les seves últimes obres tenen una intensitat extraordinària, fins al punt que alguns estudiosos van cercar raons religioses, assignant-li el paper de visionari i místic. Va aconseguir imprimir a les seves obres un fort impacte espiritual assolint l'objectiu de la pintura religiosa: inspirar emoció i també reflexió. La seva dramàtica i, de vegades, teatral presentació dels assumptes i figures eren vius recordatoris de les glòries del senyor, de la Verge i dels sants. L'art del Greco va ser una síntesi entre Venècia i Roma, entre el color i el dibuix, entre el naturalisme i l'abstracció. Va aconseguir un estil propi que implantava les tècniques venecianes en l'estil i el pensament manierista.
La qüestió de fins a quin punt, en la seva profunda transformació toledana, El Greco va recórrer a la seva experiència anterior com a pintor d'icones romanes d'Orient s'ha debatut des de començaments del segle xx. Alguns historiadors de l'art han afirmat que la transformació del pintor s'enfonsava fermament en la tradició romana d'Orient i que les seves característiques més individuals deriven directament de l'art dels seus avantpassats, mentre que d'altres han argumentat que l'art romà d'Orient no pot relacionar-se amb la seva obra tardana. Encara que hi ha un cert consens entre els especialistes sobre que en la seva obra de maduresa va utilitzar ocasionalment esquemes compositius i iconogràfics procedents de la pintura romana d'Orient.
Per a Brown, és de gran importància el paper desenvolupat pels mecenes toledans del pintor, erudits que van saber admirar la seva obra, que van ser capaços de seguir-lo i finançar-lo en la seva incursió per esferes artístiques inexplorades. Recorda Brown que els seus últims quadres, gens convencionals, els va pintar per adornar institucions religioses regides per aquests erudits. Finalment, assenyala que l'adhesió d'aquests als ideals de la Contrareforma va permetre al Greco desenvolupar un estil enormement complex de pensament que va servir per a representar els temes religiosos amb una enorme claredat.

Laocoont (1614): lliure interpretació amb Toledo al fons del grup escultòric grec Laocoont i els seus fills

L'historiador del segle xvii Giulio Mancini va expressar la pertinença del pintor a les dues escoles, manierista i veneciana. Va assenyalar el Greco entre els artistes de Roma que havien iniciat una revisió ortodoxa de les ensenyances de Miquel Àngel, però igualment va expressar-ne les diferències, manifestant que com a deixeble de Ticià era cercat pel seu estil resolt i fresc, enfront del mode estàtic que s'imposava aleshores a Roma.
El tractament de les seves figures és manierista: en la seva evolució no solament va anar allargant les figures, sinó fent-les més sinuoses, cercant actituds artificioses i complexes -la figura serpentinata com en la pintura Laocoont-. Era el que els pintors manieristes anomenaven fúria de la figura, i consideraven que la forma ondulant de la flama del foc era la més escaient per representar la bellesa. En concret, ell considerava les proporcions allargades més belles que les de mida natural, tal com es desprèn dels seus propis escrits. Una altra característica del seu art és l'absència de natura morta. El seu tractament de l'espai pictòric evita la il·lusió de la profunditat i el paisatge, habitualment desenvolupava els seus assumptes en espais indefinits que apareixen aïllats per una cortina de núvols. Les seves grans figures es concentren en un espai reduït pròxim al pla del quadre, sovint apinyades i superposades. El tractament que dona a la llum és molt diferent de l'habitual. En els seus quadres mai no brilla el sol, cada personatge sembla tenir dins la seva pròpia llum o reflecteix la llum d'una font no visible. En els seus últims quadres la llum es fa més forta i brillant, fins al punt de blanquejar el fons dels colors. Aquest ús de la il·luminació concorda amb el seu antinaturalisme i el seu estil cada vegada més abstracte.
L'historiador de l'art Max Dvořák va ser el primer que va relacionar l'estil del Greco amb el manierisme i l'antinaturalisme. Actualment es caracteritza l'estil del pintor com «típicament manierista».

### Reconeixement històric de la seva pintura

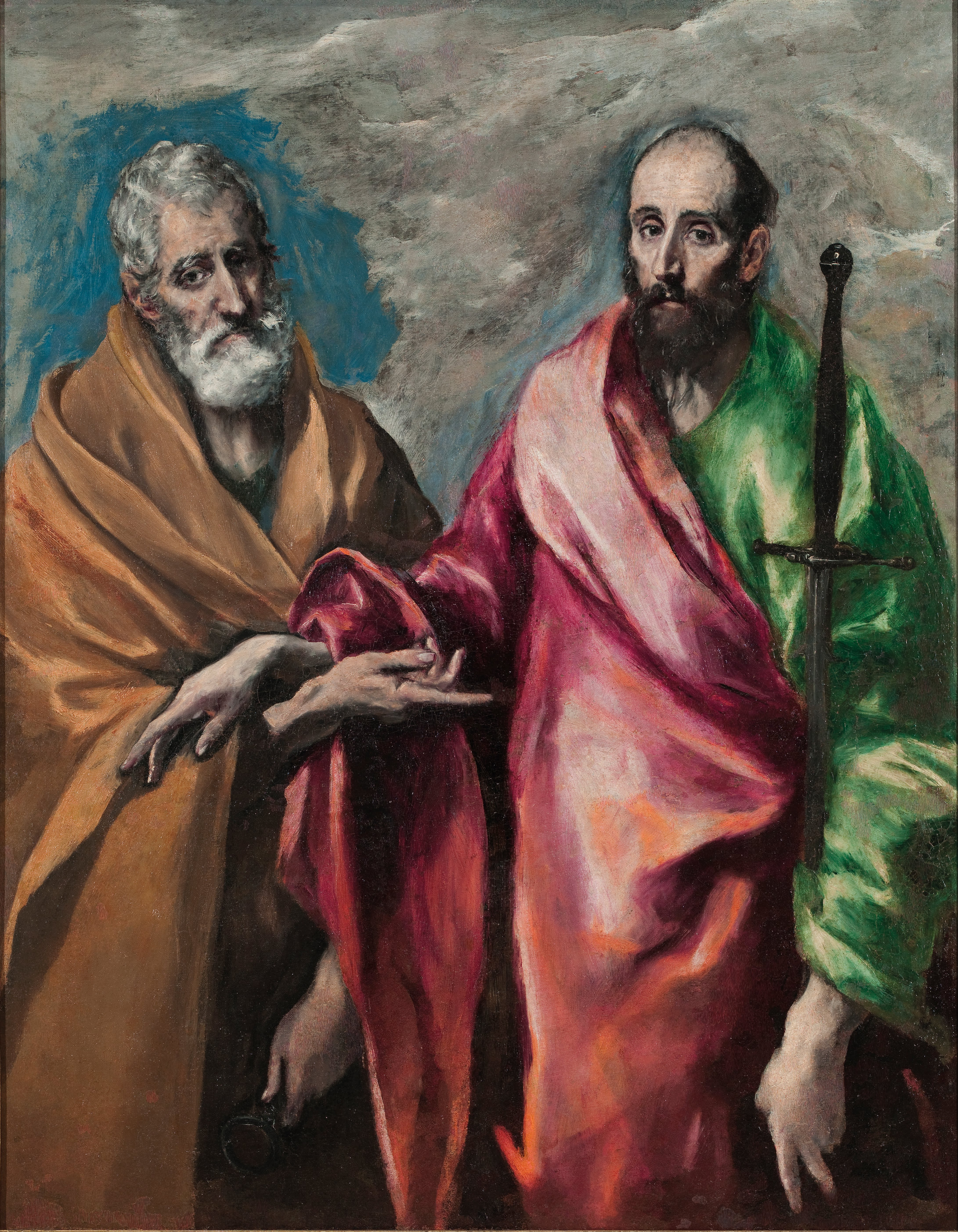
Sant Pere i sant Pau, 1595-1600, al Museu Nacional d'Art de Catalunya (Barcelona). El tema de l'apostolat va ser un dels més tractats pel Greco

L'art del Greco ha estat apreciat de molt diferent manera al llarg de la història. Segons l'època, ha estat assenyalat com a místic, manierista, protoexpressionista, protomodern, llunàtic, astigmàtic, quinta essència de l'esperit espanyol i pintor grec.
Els pocs contemporanis que van escriure sobre El Greco admetien el seu domini tècnic, però el seu estil singular els desconcertava. Francisco Pacheco, pintor i teòric de la mateixa època que El Greco, no va poder admetre el menyspreu del pintor pel dibuix i per Miquel Àngel, però no el va excloure dels grans pintors. Cap a finals del segle xvii aquesta valoració ambigua es va tornar negativa: el pintor Jusepe Martínez, que coneixia les obres dels millors pintors barrocs espanyols i italians, va considerar el seu estil capriciós i extravagant; per a Antonio Palomino, autor del principal tractat sobre els pintors espanyols fins a quedar superat el 1800, El Greco era un bon pintor en les obres primerenques quan imitava Ticià, però en el seu estil tardà «va tractar de mudar de manera, amb tanta extravagància, que va arribar a fer menyspreable i ridícula la seva pintura, així en el tergiversat del dibuix com en l'insípid del color». Palomino va encunyar una frase que es va fer popular fins ben entrat el segle xix: «El que va fer bé, ningú ho va fer millor; i el que va fer malament, ningú ho va fer pitjor». Fora d'Espanya no hi havia opinions sobre El Greco perquè tota la seva obra es trobava a Espanya.
El poeta i crític Théophile Gautier, en el seu llibre sobre el seu cèlebre viatge a Espanya el 1840, va formular la seva important revisió del valor de l'art del Greco. Va acceptar l'opinió generalitzada d'extravagant i una mica boig, però donant-li una connotació positiva, i no pejorativa com fins aleshores. A la dècada de 1860, Eugène Delacroix i Jean-François Millet ja posseïen obres autèntiques del Greco. Édouard Manet va viatjar el 1865 a Toledo per estudiar l'obra del pintor grec, i encara que va tornar profundament impressionat per l'obra de Diego Velázquez, també va elogiar el pintor cretenc. Paul Lefort, en la seva influent història de la pintura de 1869, va escriure: «El Greco no era un boig ni el desmesurat extravagant que es pensava. Era un colorista audaç i entusiasta, probablement massa donat a estranyes juxtaposicions i tons fora del corrent que, sumant atreviments, finalment va aconseguir primer subordinar i després sacrificar tot en la seva recerca d'efectes. Malgrat les seves errades, al Greco només se'l pot considerar com un gran pintor». Per a Jonathan Brown, l'opinió de Lefort obria el camí per a la consideració de l'estil del pintor com l'obra d'un geni, no la d'un llunàtic que només passava per intervals de lucidesa.
El 1907, Manuel Bartolomé Cossío va publicar un llibre que va suposar un avenç important en el coneixement del pintor. Va recopilar i va interpretar tot el que s'havia publicat fins aleshores, va donar a conèixer nous documents, va realitzar el primer esquema de l'evolució estilística del pintor, distingint dues etapes italianes i tres espanyoles, i va realitzar el primer catàleg de les seves obres, que incloïa 383 quadres. Va mostrar un pintor romà d'Orient, format a Itàlia, però Cossío no va ser imparcial quan va opinar que El Greco en la seva estada a Espanya havia assimilat la cultura castellana, afirmant que va ser el que més profundament la va reflectir. Cossío, mediatitzat per les idees nacionalistes del regeneracionisme espanyol de principi del segle xx, va mostrar un Greco imbuït i influït per l'ànima castellana. El llibre de Cossío va adquirir un gran prestigi, durant dècades ha estat un llibre de referència, i és el causant de la consideració general del Greco com a intèrpret del misticisme espanyol.
San Román va publicar el 1910 El Greco a Toledo, fent conèixer 88 nous documents, entre aquests l'inventari de béns a la mort del pintor, així com d'altres molt importants sobre les principals obres. San Román va establir la base del coneixement documental del període espanyol.
A començaments del segle xx El Greco va tenir els primers reconeixements d'organismes europeus i americans, així com de les avantguardes artístiques. La idea del Greco com a precursor de l'art modern va ser especialment desenvolupada pel crític alemany Meier-Graefe en el seu llibre Spanische Reise, en què, analitzant l'obra del cretenc, va considerar que hi havia similituds amb Paul Cézanne, Manet, Pierre-Auguste Renoir i Edgar Degas, i també va creure veure en l'obra del Greco l'anticipació de totes les invencions de l'art modern.
Sobre el 1930, ja es coneixia documentalment l'estada a Espanya del pintor i es començava l'estudi de l'evolució estilística del període toledà, tanmateix poc se sabia dels períodes anteriors. Entre 1920 i 1940 es van estudiar els períodes venecià i romà. La descoberta del Tríptic de Mòdena signat, va mostrar la transformació de l'estil cretenc al llenguatge del Renaixement venecià, i durant la segona postguerra mundial se li van assignar erròniament multitud de quadres italians, arribant a considerar-se fins a 800 pintures en el seu catàleg. L'any 1962, Harold Wethey va rebaixar considerablement aquesta xifra, i va establir un corpus convincent que ascendia a 285 obres autèntiques. El valor del catàleg de Wethey es veu confirmat pel fet que durant els últims anys només un nombre reduït de pintures s'han afegit o tret de la seva llista.

## Trastorn visual

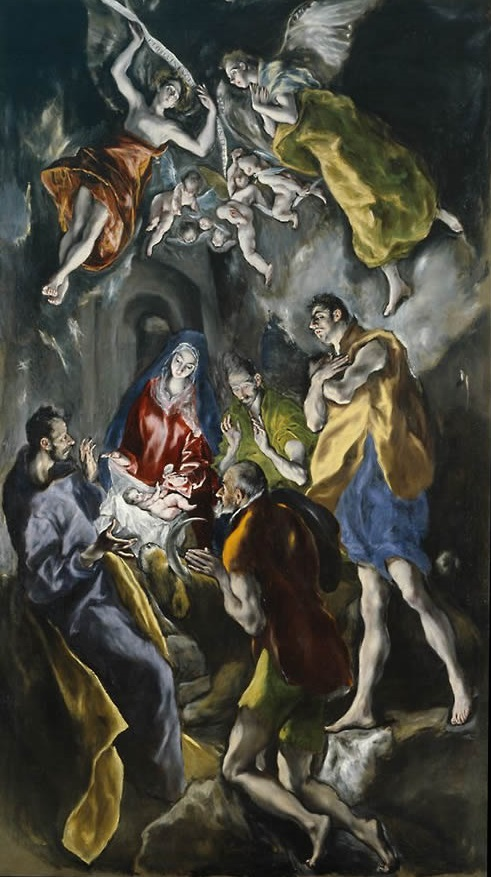
L'adoració dels pastors, amb les típiques figures allargades obliquament

Si bé la característica elongació o deformació de dalt a baix dels personatges del Greco ha estat atribuïda a la seva gran devoció perquè palesa que els protagonistes tendeixen a «elevar-se» cap a Déu, altres estudiosos han postulat una teoria diferent, segons la qual el pintor patia una malaltia oftalmològica denominada astigmatisme, provocada per un defecte de la curvatura del cristal·lí. Els pacients astigmàtics veuen les imatges deformades en un sentit o un altre (horitzontal o vertical).
La primera teoria, anomenada religiosa, recolza en cinc punts fonamentals: 
1. L'allargament longitudinal de les figures era un recurs molt usat en l'art religiós europeu, particularment el gòtic.
2. És una reconeguda tècnica per a subratllar el fet remot i/o espiritual.
3. Tots els mestres i influències del Greco la utilitzaven: l'art romà d'Orient, l'escola veneciana de pintura i els manieristes italians.
4. L'astigmatisme deforma les imatges sobre un sol eix, mentre que moltes figures del Greco estan engrandides tant en sentit vertical com horitzontal.
5. Finalment, El Greco no sembla que hagi utilitzat aquest recurs «en totes» les figures –com hauria estat lògic en un astigmàtic– sinó només en algunes. Per exemple, hi ha diferències entre les criatures terrestres i les celestials de l'obra L'enterrament del comte d'Orgaz: les primeres són normals mentre que les segones són allargassades.

Aquestes consideracions artístiques no són, malgrat això, capaces d'invalidar la teoria anomenada mèdica. Aquesta última recolza en les evidències següents: 
1. Les formes corporals del Greco sempre mostren una lleugera desviació obliqua, deformació anomenada el·líptica, que és típica dels pacients que sofrixen astigmatisme oblic.
2. L'astigmatisme és una de les malalties més comunes: només 1 de cada 3.000 persones n'està lliure.
3. La tendència a les formes el·líptiques es va aguditzar amb el temps durant la vida del Greco, precisament el que succeïx amb els astigmàtics, el defecte dels quals augmenta en envellir.
4. Quan es fotografien els quadres del Greco amb una lent correctora de l'astigmatisme, la deformació el·líptica i l'allargament dels cossos desapareix.[100]
5. Alguns biògrafs manifesten que determinats quadres del Greco van ser pintats amb l'ajuda del seu germà. Casualment, els llenços en què va participar aquest són els que menys deformació el·líptica pateixen.

El metge argentí Carlos G. Musso, del departament de nefrologia de l'hospital Italià de Buenos Aires, subscriu ambdues teories alhora, ja que opina que no són incompatibles. El Greco podia haver utilitzat l'allargament expressiu i espiritual dels seus predecessors, però també està convençut que l'artista sofria un alt grau d'astigmatisme que va anar agreujant-se amb els anys.
També l'alemany Goldschmitt i l'espanyol Beritens van defensar la hipòtesi de l'astigmatisme per justificar les anomalies de la seva pintura. Tanmateix, el metge portuguès Ricardo Jorge va assenyalar la hipòtesi de la bogeria el 1912, perquè va creure veure en El Greco un paranoic.